# ويليام هيفرنان
ويليام هيفرنان (بالإنجليزية: William Heffernan)‏‏ (22 أغسطس 1940 في نيو هيفن، كونيتيكت - ) صحفي، وروائي من الولايات المتحدة.

## الجوائز
- جائزة إدغار